# Savanette (ort)
Savanette är en ort i Haiti.   Den ligger i departementet Ouest, i den centrala delen av landet, 30 km nordost om huvudstaden Port-au-Prince. Savanette ligger 466 meter över havet och antalet invånare är 32 929.
Terrängen runt Savanette är varierad. Runt Savanette är det ganska tätbefolkat, med 134 invånare per kvadratkilometer. Närmaste större samhälle är Thomazeau, 5,7 km sydväst om Savanette. Omgivningarna runt Savanette är en mosaik av jordbruksmark och naturlig växtlighet.